# Исторически ревизионизъм
Историческият ревизионизъм е дял от историографията. Представлява различна интерпретация на масово възприетите от историците събития, доказателства и причини за дадено историческо събитие. Според историческите ревизионисти събития от човешката история е необходимо да бъдат цялостно или частично преразгледани от мнозинството историци.